# Johnny and Mary
Johnny and Mary – piosenka Roberta Palmera, znalazła się ona na jego albumie Clues z 1980 roku.

## Cover Ani Dąbrowskiej
Johnny and Mary – singel Ani Dąbrowskiej i Nouvelle Vague z 2009 roku.
Francuski zespół Nouvelle Vague do nagrania własnego coveru zaprosił Anię Dąbrowską. Utwór został zarejestrowany w Paryżu. Wersja ta ukazała się jako bonus na polskiej edycji ich albumu pt. 3, a także na podwójnym wydaniu płyty Ania Movie (2010). Piosenka została wydana też jako singel radiowy w Polsce.

### Pozycje na listach
| Lista                                | Pozycja |
| ------------------------------------ | ------- |
| Lista przebojów Marka Niedźwieckiego | 49      |
| Polska Airplay Top 100               | 65      |